# زيلاند (ألمانيا)
زيلند ألمانيا (بالألمانية: Seeland, Germany) هي بلدة ألمانية تقع في ألمانيا في ساكسونيا أنهالت. يقدر عدد سكانها بـ 7,080 نسمة .